# Ескожаев, Узакбай
Узакбай Ескожаев — советский хозяйственный, государственный и политический деятель, Герой Социалистического Труда.

## Биография
Родился в 1881 году на территории современного Тупкараганского района Мангистауской области. Член ВКП(б).
С 1900 года — на хозяйственной, общественной и политической работе. В 1900—1950 гг. — конюх, на советской работе в Средней Азии, секретарь парткома химического треста «Карабугаз» в Бекдаше Туркменской ССР, в рыболовной отрасли на Каспийском море, заведующий коневодством колхоза имени Тельмана Шевченковского района Гурьевской области.
Указом Президиума Верховного Совета СССР от 23 июля 1948 года присвоено звание Героя Социалистического Труда с вручением ордена Ленина и золотой медали «Серп и Молот».
Умер в 1957 году.